# Darknet
Мрачна мрежа је део интернета за који нам је потребан посебан софтвер како бисмо му приступили. Једном кад уђемо у мрачни веб, веб-страницама и осталим услугама можемо приступити помоћу прегледача баш као и на нормалном вебу.
Међутим неке странице су ефикасно скривене и не можемо им приступити помоћу претраживача, већ само ако знамо IP адресу странице. Такође, у овом дигиталном простору развијају се посебна тржишта — „Тржишта мрачне мреже”, која се углавном баве илегалном активношћу, дрогама и оружјем те се послује крипто валутом Bitcoin.
Чак постоји „Тржиште атентата“, где корисници могу да плате за атентат. Мрачни веб готово је у потпуности анониман и због тога га бирају групе које желе да остану скривене од влада и агенција које спроводе закон. С друге стране постоје „ звиждачи“, доушници који користе мрачни веб како би комуницирали са новинарима, но најчешће га користе педофилске групе, терористи и криминалци како би њихове активности остале сакривене.

### Приступање Dark Net-у
Dark Net-у најчешће се приступа коришћењем Тор прегледача. Коришћење Тора чини много теже одређивање путање до корисника користећи интернет активности корисника. Ово укључује посету интернет страницама, постове на мрежи, инстант поруке и остале видове комуникације. Тор је намењен за заштиту приватних података корисника, као и њихове слободе и могућности да спроводи поверљиву комуникацију држећи њихове интернет активности изван могућности да буду праћене и баш због ових карактеристика идеалан је за развој илегалних радњи на Deep Web-у, односно на његовом најмрачнијем делу званом Dark Net.

### Шта се све може пронаћи на Dark Net-у
Само делимичан поглед на Hidden Wiki, главни списак мрачних веб-страница, открива да је већина страница на списку повезана са илегалним активностима. Неке од тих страница су преваре и није јасно колико је једноставно купити оружје, лажна документа за путовање или унајмити хакере са исписаних страница. Вероватно постоје странице на мрачном вебу где су ове ствари могуће.
Понуде на Darknet-у:
- Атентати:

За убиство обичног човека убице траже око 22.000 $. Ако је реч о вашем пословном партнеру цена може достићи 220.000 $. На вама је само да пошаљете основне податке, уплатите новац и чекате. Срећом, нису познати примери да ли то функционише у стварном свету. 
- Хаковање:

Могуће је купити лекције из хаковања. За једну лекцију хакери траже 20 $. За 90 $ нуди се хаковање било ког Gmail налога на свету. Хаковање налога на Facebook-у кошта 19 $. Купац добије програм са којим то ради сам, стога је законски одговоран.
- Фалсификовани новац:

Доступне су практично све валуте које се исплати фалсификовати. Квалитет и количине варирају, примера ради- за 600 правих америчких долара добићете 2.500 фалсификованих, с обећањем како могу проћи стандардне провере, укључујући и ону са ултраљубичастим светлом.	
- Фалсификоване исправе:

Пасоши, возачке дозволе, држављанства, личне карте, дипломе, имиграцијски документи, па чак и дипломатске картице - све је то доступно на илегалним тржиштима као што је Onion Identity Services. Америчка возачка дозвола кошта 200 $, пасош САД-а или Велике Британије можете добити за неколико хиљада долара. 
- Оружје, муниција и експлозив:

На располагању је све и свашта, од пиштоља до експлозива C4. Испоручују их посебно запаковане, тако да могу проћи рендгенску контролу или скривене у играчкама, инструментима и електричним уређајима.
- Хакерски напад на сервере неке компаније (DDoS) је најскупљи у понуди. Кошта око 2.300 $.